# رد السيئة بالمثل
رد السيئة بالمثل (بالفرنسية rétorsion، من الكلمة اللاتينية retortus (متأثرة بالكلمة اللاتينية الحديثة من 1585 إلى 1595، torsi، والتي تعني الثني والانتزاع)، هي عبارة تستخدم في القانون الدولي هي إجراء تقوم به دولة ضد دولة أخرى للانتقام أو الثأر من إجراء مشابه تقوم به الدولة الأخرى. ومن الأساليب النموذجية لرد الإساءة استخدام إجراءات حادة نسبيًا ضد مواطني الدولة الأجنبية الموجودين على أراضي الدولة المنتقمة. ويختلف هذا المصطلح عن الثأر في أن رد الإساءة غالبًا ما يتوافق مع القانون الدولي، رغم أنه يكون غير ودي بالمرة. وتشتمل الأمثلة على التجارة الدولية، حيث يتم التعامل مع النزاعات في منظمة التجارة العالمية في الغالب بتلك الطريقة، إذا لم تصل تسوية النزاعات إلى أهدافها.
كما يشير كذلك رد الإساءة إلى الإجراء الذي يرد به الفرد بالشر على الشر الذي ارتكبه المنافس له.